# Cosges
Cosges – miejscowość i gmina we Francji, w regionie Burgundia-Franche-Comté, w departamencie Jura.
Według danych na rok 1990 gminę zamieszkiwały 292 osoby, a gęstość zaludnienia wynosiła 22 osoby/km² (wśród 1786 gmin Franche-Comté Cosges plasuje się na 461. miejscu pod względem liczby ludności, natomiast pod względem powierzchni na miejscu 273.).